# توان کد سیگنال دریافت‌شده
در سامانه ارتباط شبکه سلولی سامانه جهانی مخابرات سیار، توان کد سیگنال دریافت‌شده به معنی توان اندازه‌گیری‌شده توسط گیرنده رادیو یا یک کانال مخابراتی فیزیکی مشخص است. از توان کد سیگنال دریافت‌شده برای نشانه‌گذاری قدرت سیگنال دریافت‌شده، معیاری برای هند آف، اتصال پایینی کنترل توان، و محاسبه اتلاف مسیر استفاده می‌شود. توان کد سیگنال دریافت‌شده، به خاطر نام خود، یک کانال فیزیکی برابر طیف پخش دنباله مستقیم، در سامانه‌های دسترسی چندگانه تقسیم کدی (CDMA) انگاسته می‌شود. توان کد سیگنال دریافت‌شده، توان تماس جانبی دریافت‌شده نیز نامیده می‌شود.
اگرچه توان کد سیگنال دریافت‌شده را می‌توان به صورت کلی برای هرگونه سامانه دسترسی چندگانه تقسیم کدی تعریف کرد اما از این اصلاح بیشتر در سامانه جهانی مخابرات سیار استفاده می‌شود. همچنین بااینکه می‌توان، توان کد سیگنال دریافت‌شده را به عنوان پایه‌ای برای برقراری هر دو اتصال بالایی و پایینی در نظر گرفت اما در اصل، تنها برای اتصال پایینی تعریف شده است. بنابراین فرض می‌شود که توسط تجهیزات کاربر، اندازه‌گیری شده و به گره B گزارش می‌شود.